# روبرت كرشتون
روبرت كرشتون (بالإنجليزية: Robert Crichton)‏ (29 يناير 1925، ألباكركي في الولايات المتحدة - 23 مارس 1993، نيو روتشيل في الولايات المتحدة)؛ روائي أمريكي.

## الجوائز
- وسام القلب الأرجواني